# ماريا كارلسون
ماريا كارلسون (بالألمانية: Maria Carlsson)‏ هي مترجمة ألمانية، ولدت في القرن العشرين.